# 普拉奇科夫齊

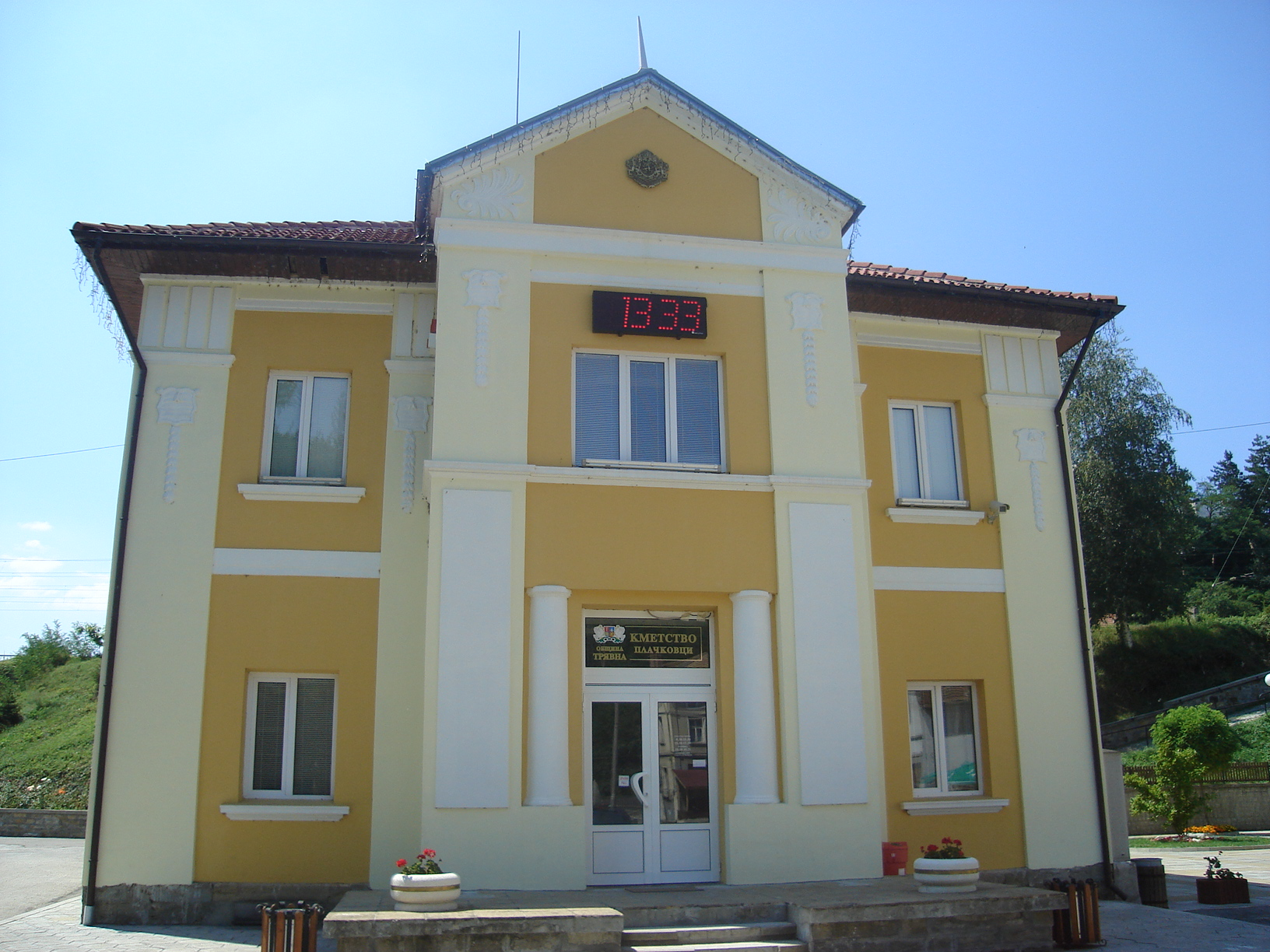

普拉奇科夫齊是保加利亞的城鎮，位於該國中部，距離首都索菲亞300公里，由加布羅沃州負責管轄，面積34.67平方公里，海拔高度707米，2012年人口1,771。